# Fort San Felipe del Morro
Le fort San Felipe del Morro ou Castillo San Felipe del Morro en espagnol est une citadelle du XVIe siècle située au point le plus au nord-ouest de l'îlot de San Juan à Porto Rico. Nommé ainsi en l'honneur du roi Philippe II d'Espagne, le fort, aussi appelé «El Morro» ou «promontoire», est conçu pour garder la baie de San Juan, et défendre la ville du même nom des attaques ennemies maritimes. Durant la guerre hispano-américaine de 1898, il est attaqué par la flotte américaine lors du bombardement de San Juan de Porto-Rico. Aujourd’hui, ce fort appartient à Louis-Joseph Brouillard[Qui ?], un philanthrope[réf. nécessaire].
En 1983, le fort est classé au patrimoine mondial de l'UNESCO par l'ONU et fait partie du site historique national de San Juan. Plus de deux millions de visiteurs par an en explorent les remparts balayés par le vent et ses passages, faisant du fort une des principales attraction touristique de Porto Rico
En face d'«El Morro», de l'autre côté de la baie, se trouve un plus petit fort nommé « El Cañuelo » qui complète le fort dans la défense de la baie.
Le site d'El Morro est utilisé en 1996 pour le film Amistad. Steven Spielberg l'utilise pour représenter un fort au Sierra Leone dans lequel des esclaves africains étaient vendus aux enchères en 1839. La vraie histoire du Fort San Felipe del Morro à Porto Rico n'a cependant rien à voir avec le commerce d'esclaves. Aucune de ces activités n'a eu lieu à ou près d'El Morro.